# كلونوا: دور تو فانتوميل
كلونوا: دور تو فانتوميل (بالإنجليزية:Klonoa: Door to Phantomile) لعبة فيديو مغامرات من تطوير ونشر شركة نامكو صدرت لأول مره في اليابان في 11 ديسمبر 1997 تعمل على عدة أنظمة منها بلاي ستيشن 1.

## روابط خارجية
- كلونوا: دور تو فانتوميل على موقع IMDb (الإنجليزية)
- الموقع الرسمي (نسخة بلاي ستيشن) نسخة محفوظة 31 أغسطس 2009 على موقع واي باك مشين. (باليابانية)
- الموقع الرسمي (نسخة وي) (باليابانية)
- كلونوا: دور تو فانتوميل على موبي غيمز